# فاطمة إبراهيمي
فاطمة إبراهيمي هي عالمة فيزياء إيرانية أمريكية تعمل في مختبر برينستون لفيزياء البلازما (PPPL) التابع لوزارة الطاقة الأمريكية، وباحثة أبحاث منتسبة في قسم علوم الفيزياء الفلكية بجامعة برينستون. في يناير 2021 أعلن على انها ابتكرت واقترحت نظام دفع صاروخي قائم على البلازما باستخدام المجالات المغناطيسية بدلاً من المجالات الكهربائية التقليدية لدفع مادة العادم. (عالمة تخترع آلية يمكنها أخذ البشر إلى المريخ أسرع 10 مرات من الصواريخ الحالية).

## حياتها العلمية والعملية
حصلت إبراهيمي على درجة البكالوريوس في الفيزياء من جامعة طهران للفنون التطبيقية (جامعة أمير كابير للتكنولوجيا) في عام 1993 وعلى درجة الدكتوراه. حصلت على درجة الدكتوراه في فيزياء البلازما من جامعة ويسكونسن-ماديسون عام 2003 تحت إشراف مدير PPPL ستيوارت براغر. تعاونت مع إلين جولد زويبل ودالتون شناك (زميلة الجمعية الفيزيائية الأمريكية) والعديد من الفيزيائيين البارزين الآخرين.
في عام 2016، اقترحت أن إعادة الاتصال المغناطيسي - العملية التي تلتصق فيها خطوط المجال المغناطيسي ببعضها البعض وتطلق الطاقة - يمكن أن يتم تشغيلها عن طريق الحركة في المجالات المغناطيسية القريبة.